# 勞動經濟學
勞動經濟學（英語：Labor economics），經濟學的一個分支，研究在市場中雇傭勞動形成的動態變化過程。觀察僱傭關係下，勞工與雇主之間的互動，如何形成勞動市場或就業市場，並影響到這個市場中的工資與就業。在勞動經濟學中，市場的供給方為勞動，也就是以貨幣來衡量的人類工作量，而需求則是以特定薪資下將會僱用多少勞動力，這兩個力量的均衡點，為市場均衡薪資與就業數量，勞工的薪資是決定所得的重要因素。
在經濟學中，勞動是生产要素（如土地及資本）中的一個重要因子，勞動市場是要素市場下的一個子分類。也有理論提出人力資本的概念，不過是指工作者所有的技能，不一定是指其實際的工作內容。

## 勞動市場的個體分析及總體分析
勞動經濟學有個體及總體的二面，分別應用不同的經濟學技巧加以分析。個體勞動經濟學會探討個別勞工及個別公司在勞動市場中的角色。總體勞動經濟學會探討勞動市場、商品市場、貨幣市場及外貿市場之間的交互作用，並探討交互作用對就業水平、劳动参与率、總收入及國民生產毛額的影響。

## 總體經濟學的勞動市場

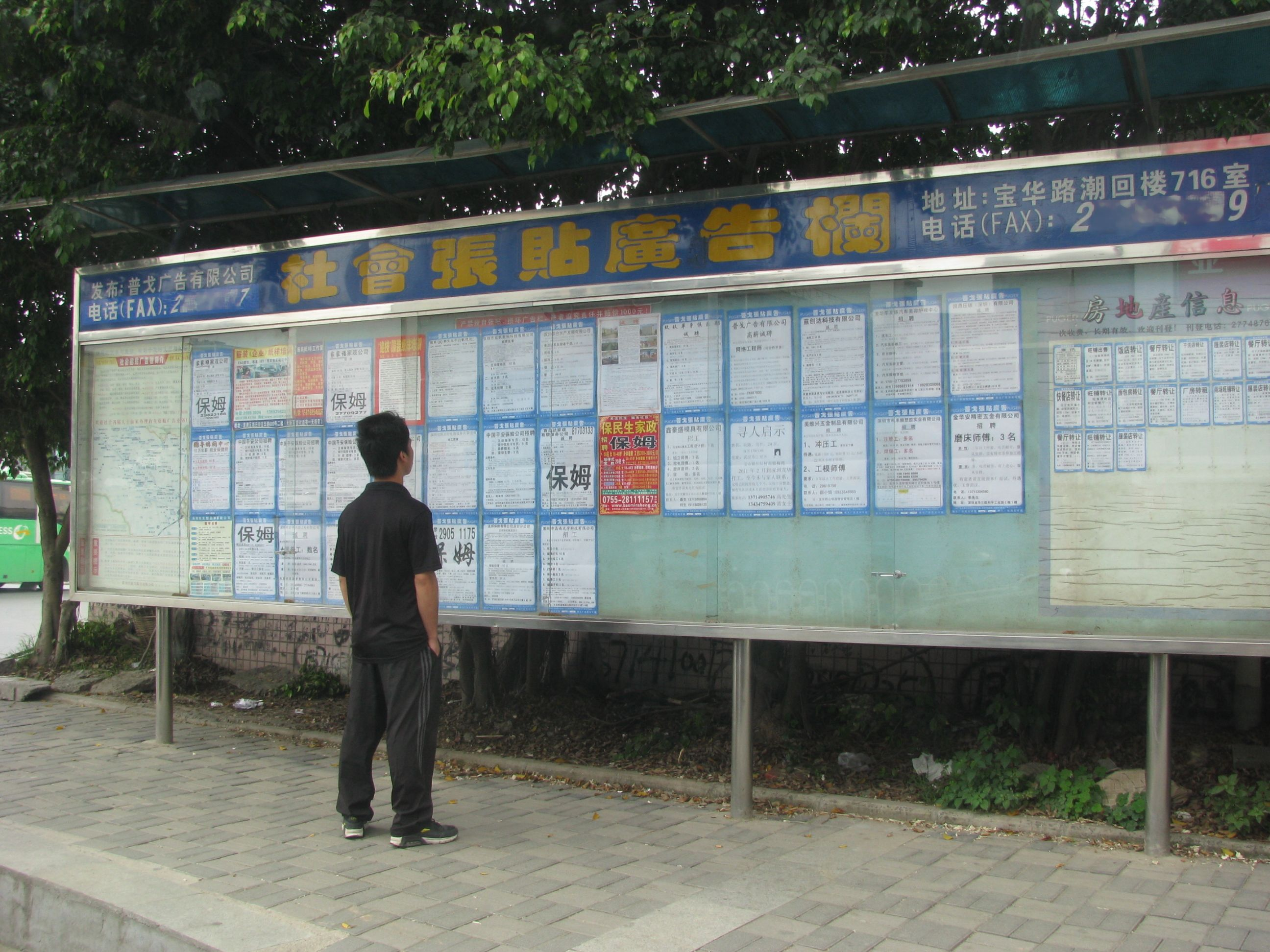
深圳的徵才看板

勞動力定義為在就業年齡，正在工作或是正在找工作的人口數。
勞動參與率是勞動力除以成年的非機構國民人口。非勞動人口是指沒有在找工作的人，包括已在監獄服刑或是在精神科病房接受治療、在家中的配偶、兒童、以及在軍中服役的人。失業水平是指勞動力減去已有工作的人口數。失業率定義為失業水平除以勞動力。就業率定義為已有工作的人除以成年的人口（或是在就業年齡的人口數）。在上述統計資料中，自僱人士視為已有工作。
像就業水平、失業水平、勞動力及職位空缺等變數稱為存量變數，是指某個時間點時的數量。存量變數和流動變數不同，後者是量測在一段時間內的數量。勞動力的變化是因為像自然人口成長、淨移入人口、新就業者及退休人數之類的流動變數。失業人口的變化是和以下因素有關：失業人口的增加是由於未就業，但要開始找工作的人數，以及曾就業但已失業，需要找新工作的人數，失業人口的減少是由於已找到工作的人數，以及已停止找工作的人數。當用總體經濟學看就業市場時，會發現失業可以分為像摩擦性失業、結構性失業、自然失業率及需求不足失業等幾種。

## 新古典經濟學下的勞動市場
新古典經濟學家認為勞動市場和其他市場類似，是由供给和需求一起決定價格（在此處為薪資）及量（在此處為就業人口）。
不過勞動市場在許多方面不像商品市場或是金融市場。也許最重要的不同在其供给和需求的機能差異。在商品市場中，若價格較高，長期而言會製造更多的商品，一直到需求滿足為止。不過在勞動市場中，整體的供給無法像商品一様迅速的增加，因為一個人每天可以勞動的時數是有限的，而且人不像商品，可以用工廠製造來增加供給。
勞動市場也是非結算市場，依照新古典經濟學，大部份的市場會有一個平衡點，不會有超額的需求及供給，但這在勞動市場無法成立。可能會固定有一定比例的失業人口。勞動市場和其他市場不同的部份也包括持續會有類似工作者之間的補償性差異。
假設勞動市場是完全競爭市場，勞動者會依其勞動的邊際產量賺取其收入。

## 買方壟斷
有些勞動市場只有單一雇主，因此不符合上述新古典經濟學假設的完全競爭市場。買方壟斷市場的雇用人數會較少，其薪資也可能較完全競爭市場要低。

## 批評
許多社會學家、政治經濟學家及非主流經濟學者認為勞動經濟學低估了在勞動相關決定上的複雜性。這些決定，尤其是勞動供應方的決定，常會有相當感情包袱，純粹的數字分析可能會遺漏這些過程中重要的向度，例如只考慮高收入或高工資率的社會利益，而不去考慮增加消費的邊際效益或是其他的經濟目的。
若依主流經濟學的角度來看，新古典經濟學也沒有完全說明個人參與勞動上的心理因素及主觀因素，不過可以作為對於人類整體性行為的估計，若要進一步的分析，需再加上信息不对称、交易成本及契約理論等。
勞動經濟學分析中也沒有考慮到無酬勞動的影響，例如一些經驗不足或沒有經驗的工作者，允許參與一些特定工作（實習），但不支薪，其目的是在獲得該領域的經驗。這些的工作即使不支薪，仍然是社會上重要的組成之一。最顯著的例子是養育兒女。不過過去二十五年來有越來越多的文獻（多半是家庭經濟學）在研究家庭中的決策過程，例如joint labor supply、是否生小孩、育兒以及其他會歸類在家庭生產（home production）的一些事務。
勞動市場中的薪資奴隸問題也一直受到批評，特別是社會主義者及无政府工团主义，他們創造了薪資奴隸（wage slavery）此一詞語，作為僱傭勞動的貶義詞。社會主義認為將勞動視為商品來交易的想法和奴隸差不多。西塞羅也有類似的看法。

## 代表人物
- 雅各·閔沙：提出人力資本理論，被視為是現代勞動經濟學之父。

## 外部連結
- Ageing workers （页面存档备份，存于） EU-OSHA
- The Labor Economics Gateway – Collection of Internet sites that are of interest to labor economists
- Labor & Worklife Program at Harvard Law School, Changing Labor Markets Project （页面存档备份，存于）
- W.E. Upjohn Institute for Employment Research （页面存档备份，存于）
- ILO: Key Indicators of the Labor Market (KILM). 5. ed. Sept. 2007 （页面存档备份，存于）
- LaborFair Resources – Link to Fair Labor Practices
- Labor Research Network – Labor research program treating various fields
- Labor Research Department （页面存档备份，存于） – Independent labor economics research organization